# Prci, prci, prcičky
Prci, prci, prcičky (v anglickém originále American Pie) je americká filmová komedie z roku 1999. Jde o první film ze série filmů Prci, prci, prcičky, stal se hitem a přímo na něj navázaly filmy Prci, prci, prcičky 2, Prci, prci, prcičky 3: Svatba a Prci, prci, prcičky: Školní sraz. První díl tohoto kultovního filmu vyvolal v americké společnosti silnou poptávku po dalších filmech stejného žánru. V následujících letech tak začaly vznikat desítky nízkorozpočtových filmů s podobnou zápletkou, jejichž cílem bylo napodobit vzor a uspokojit poptávku. Lze tak říci, že prcičky daly vzniknout novému sub filmovému žánru komedií pro teenagery.
Originální název filmu American Pie naráží na scénu, ve které hlavní hrdina filmu masturbuje za pomoci koláče.

## Děj filmu
Zápletka filmu stojí na pubertální sázce o to, že nikdo na konci středoškolského studia nebude panic. Hlavní postavou je Jim. Jeho nejlepšími přáteli jsou Kevin, Finch, Oz a jeho spíše známý než přítel je i Steve Stifler. V prvním díle Jim přijde o panictví s Michel ze školní kapely.

## Postavy
- Jim Levenstein (Jason Biggs) – hlavní postava filmu, sexuálně frustrovaný kluk, který těžko komunikuje s děvčaty
- Chris "Oz" Ostreicher (Chris Klein) – typický atlet, který časem "změkne"
- Kevin Myers (Thomas Ian Nicholas) – tvůrce paktu, jeho starší bratr mu dá "sexuální bibli", která je později jeho klíčem k úspěchu
- Vicky Lathumová (Tara Reid) – Kevinova přítelkyně, která s ním nechce souložit, dokud nebude vše perfektní
- Steve Stifler (Seann William Scott) – sám se nazývá Stiffmaister, je posedlý sexem, pořadatel velkých party, díky kterým si získává přátele
- Paul Finch (Eddie Kaye Thomas) – inteligentní a sofistikovaný, často se mu vysmívá Stifler, o panictví přijde s jeho mámou
- Heather (Mena Suvari) – hezká dívka ze sboru, která se zamiluje do Oze
- Jessica (Natasha Lyonne) – Vickyina sexuálně zkušená přítelkyně
- Noah Levenstein (Eugene Levy) – Jimův otec, často dává Jimovi rady v těch nejnevhodnějších situacích
- Michelle Flahertyová (Alyson Hanniganová) – excentrická holka, která má mnoho nudných příběhů z hudebního tábora
- Chuck Sherman (Chris Owen) – sám se nazývá Sherminator, kluk, který lže o tom, jak přišel o panictví a to přiměje Jima, Oze, Kevina a Finche k uzavření paktu
- Nadia (Shannon Elizabeth) – vysoká sexy holka z Československa
- Jeanine Stiflerová (Stiflerova máma) (Jennifer Coolidge) – Stiflerova nádherná matka, po které prahne většina kluků ze školy, Finch s ní přijde o panictví

## Dabing
| Jméno postavy  | Herecký představitel | Jméno dabéra |
| -------------- | -------------------- | ------------ |
| Paul Finch     | Eddie Kaye Thomas    | Petr Burian  |
| Steve Stifler  | Seann William Scott  | Filip Jančík |
| Jim Levenstein | Jason Biggs          | Filip Švarc  |